# Distretto di Recuay
Il distretto di Pomabamba è un distretto del Perù nella provincia di Recuay (regione di Ancash) con 5.015 abitanti al censimento 2007 dei quali 3.020 urbani e 1.995 rurali.
È stato istituito fin dall'indipendenza del Perù.